# Hermann Zapf
Pour les articles homonymes, voir Zapf.
 (juin 2015).
Si vous disposez d'ouvrages ou d'articles de référence ou si vous connaissez des sites web de qualité traitant du thème abordé ici, merci de compléter l'article en donnant les références utiles à sa vérifiabilité et en les liant à la section « Notes et références ».

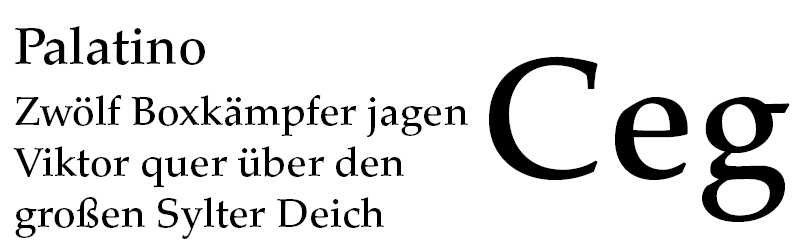
Palatino.

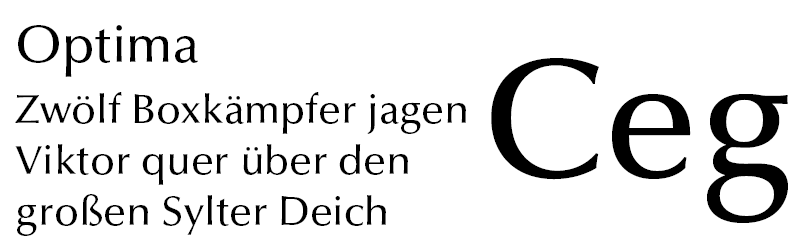
Optima.

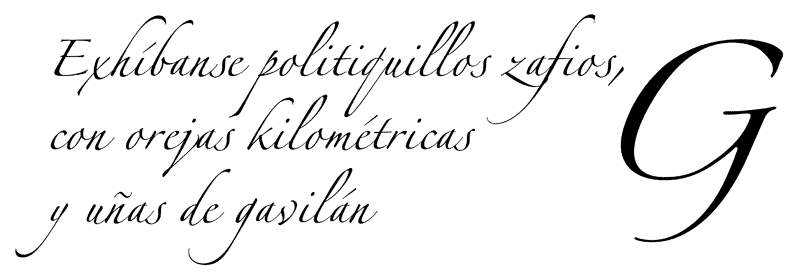
Zapfino.

Hermann Zapf, né le 8 novembre 1918 à Nuremberg (Allemagne) et mort le 4 juin 2015, est un créateur de caractères typographiques allemand, marié à la calligraphe et créatrice de caractères Gudrun Zapf von Hesse. Les polices de caractères qu'il a créées sont Palatino, Optima et Zapfino (en).

## Biographie
Hermann Zapf naît dans la période trouble de la défaite de l'Allemagne, l'exil de Guillaume II, la révolution à Munich et Berlin. De plus, l'épidémie de grippe espagnole frappe deux de ses proches. À l'école, il se passionne pour la technologie, la science et aussi les alphabets. Il se destine à des études d'ingénieur en électricité. Mais avec l'arrivée du nazisme, son père se retrouve sans emploi et comme il a été syndicaliste, il est interné quelque temps au camp de concentration de Dachau.
Ne pouvant accéder aux études qu'il avait choisies à l'Institut technique Ohm de Nuremberg, ses professeurs, ayant remarqué ses dispositions en dessin, lui conseillent de s'orienter vers la lithographie. Toutes les entreprises auxquelles il s'adresse l'interrogent sur ses opinions politiques et le refusent. Enfin il est admis dans l'une d'entre elles, non comme lithographe, mais comme retoucheur. Il commence son apprentissage en 1934. En 1935, il visite une exposition de Rudolf Koch, qui suscite son intérêt pour le dessin de la lettre. Il achète deux livres sur la calligraphie (celui de Koch et celui d'Emery Walker) et commence à travailler. Bientôt, cela se laisse voir dans son travail et on lui confie la retouche des lettres.
Son apprentissage terminé, Zapf se rend à Francfort, n'ayant pas de permis de travail (imposé par le régime nazi) à Nuremberg. Il trouve auprès Paul Koch, le fils de Rudolf, qui dirige le Werkstatt Haus zum Fürsteneck, un emploi de typographe. Il prend contact avec la fonderie Stempel et la société Linotype, toutes deux basées à Francfort. En 1938, il dessine son premier caractère, une Fraktur, le Gilgengart.
En avril 1939, Hermann Zapf est appelé au service militaire et est envoyé à Pirmasens pour renforcer la ligne Siegfried. Le travail physique éprouvant provoque des troubles cardiaques et après quelques mois, il est affecté à un travail de bureau où il peut calligraphier en Fraktur des diplômes sportifs. En septembre, la guerre éclate, l'unité de Zapf rejoint la Wehrmacht, mais lui est réformé.
Cependant, en avril 1942, il est de nouveau mobilisé pour participer à l'effort de guerre. Il est affecté à l'artillerie à Weimar. Ses qualités d'artilleur se révèlent désastreuses, on le remet dans un bureau, puis on l'envoie à Jüterbog suivre une formation de cartographe. Ensuite, il va à Dijon, puis à Bordeaux, suivant la 1re armée. Le travail de cartographe lui convient et ses capacités sont si évidentes que cela lui évite d'être renvoyé dans la troupe. À la fin de la guerre, il est prisonnier quelque temps, mais eu égard à sa santé fragile et à son œuvre, qu'on commence à reconnaître, il est rapidement libéré.
En 1946, Zapf enseigne la calligraphie à Nuremberg. L'année suivante, il retourne à Francfort, où la fonderie Stempel lui propose une place de directeur artistique. Une de ses premières productions est en 1949 l'ouvrage Feder und Stichel (Plume et burin), imprimé avec ses calligraphies gravées par August Rosenberger. Entre 1948 et 1950, il donne des cours à l'École des arts et métiers d'Offenbach. Il rencontre Gudrun von Hesse, elle aussi enseignante à l'école du Städel à Francfort, et ils se marient en 1951.
Zapf réalise alors des maquettes de livres pour des éditeurs comme Suhrkamp Verlag, Insel Verlag, Büchergilde Gutenberg, etc.
Bien que sa calligraphie soit considérée comme excellente par les calligraphes, Zapf ne travaillait pas beaucoup en tant que calligraphe. Son plus grand projet calligraphique était le « Préambule à la Charte des Nations Unies », écrit en quatre langues, commandé par la bibliothèque Pierpont Morgan en 1960, pour laquelle il avait reçu 1 000 dollars.

## Caractères

Palatino.
Aldus.
Optima.

## Publications
- Hermann Zapf, Typographische Variationen, Frankfurt am Main, Georg Kurt Schauer, 1963.
- Hermann Zapf, Variations typographiques : recherches illustrées par 78 exemples. Paris, Hermann, 1965, milité à 300 exemplaires.
- Hermann Zapf et al., Typographic Variations : designed by Hermann Zapf on themes in contemporary book design and typography in 78 book- and title-pages. Myriade Press, 1977.

## Sources
- The life story of Hermann Zapf
- (en) Adam Twardoch, « Hermann Zapf (8 November 1918-4 June 2015) », sur TypeDrawers.com, 5 juin 2015.
- (en) Bruce Weberjune, « Hermann Zapf, 96, Dies; Designer Whose Letters Are Found Everywhere », The New York Times,‎ 9 juin 2015 (lire en ligne).
- (de) Ulf Erdmann Ziegler, « Meister des Krimskrams », Süddeutsche Zeitung,‎ 7 juin 2015 (lire en ligne).